# Апемосіна
Апемосі́на (дав.-гр. Ἀπημοσύνη) — персонажка давньогрецької міфології, дочка критського царя Катрея. 
Катрею оракулом була передбачена смерть від руки одного зі своїх дітей, тому Апемосіна і її брат Алтемен, щоб не стати вбивцями батька, покинули Крит і оселилися на Родосі. У Апемосіну закохався Гермес, однак вона не прийняла його залицянь і втекла. Увечері того ж дня він підстеріг її біля струмка. Вона знову кинулася бігти, але цього разу він завчасно розстелив на її шляху слизькі шкури; вона впала, і Гермесу вдалося оволодіти нею. Повернувшись до палацу, Апемосіна сумно зізналася Алтемену в тому, що сталося. Брат не повірив у таку наругу від бога і вбив сестру, вдаривши її ногою. Зрештою Алтемен пізніше вбив і свого батька Катрея, як це провіщав оракул.